# Intervenção Tripla

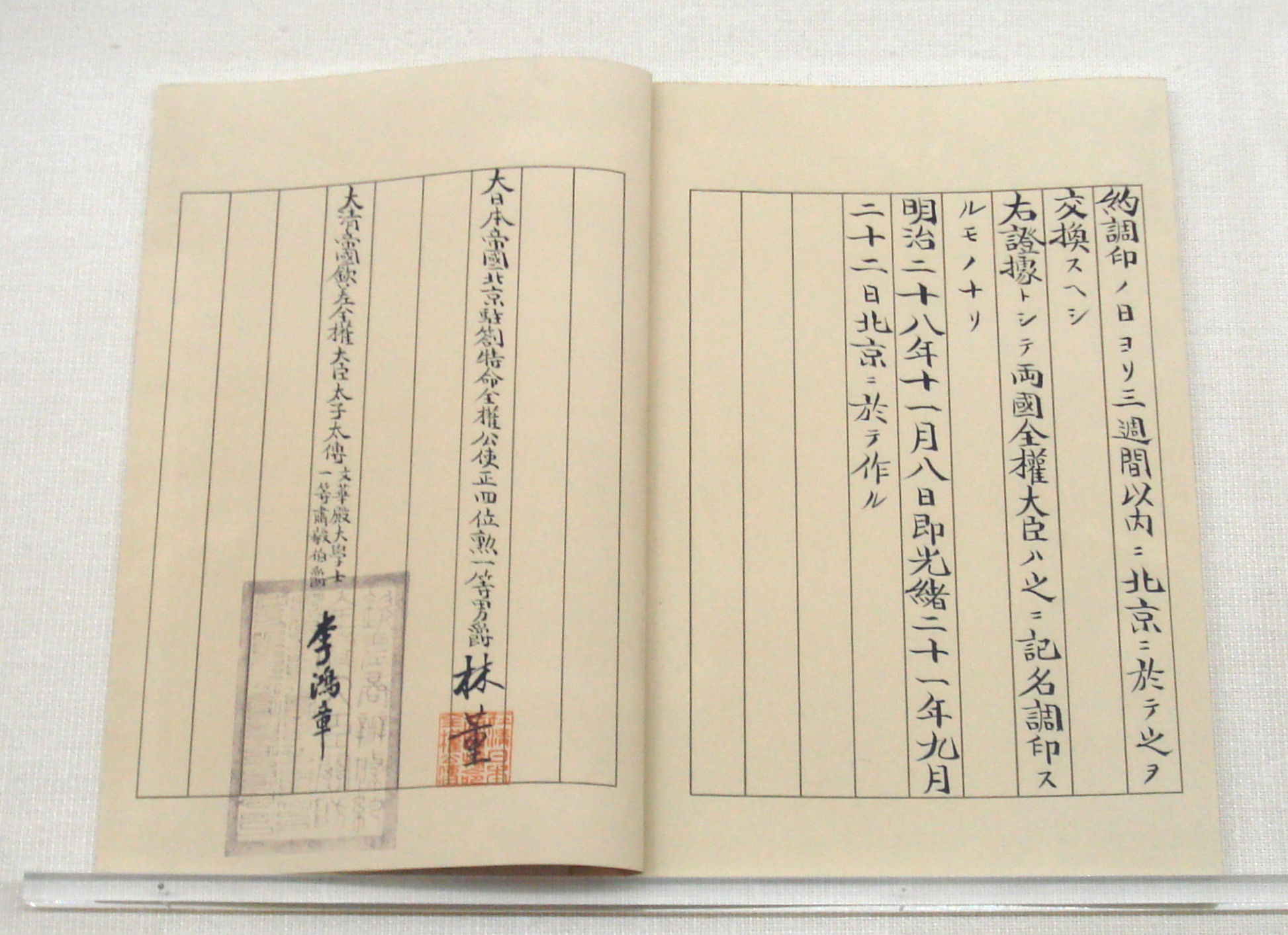
Convenção de retrocessão da península de Liaodong, 8 de novembro de 1895.

A Intervenção Tripla ou Intervenção Tripartite (三国干渉, Sangoku Kanshō) foi uma intervenção diplomática da Rússia, Alemanha e França em 23 de abril de 1895 sobre os termos do Tratado de Shimonoseki assinado entre o Japão e a Dinastia Qing da China, que terminou a Primeira Guerra Sino-Japonesa.

## Tratado de Shimonoseki
De acordo com os termos do Tratado de Shimonoseki, o Japão ganhou a península de Liaodong incluindo a cidade portuária de Port Arthur, que tinha conquistado da China. Imediatamente após os termos do tratado se tornarem públicos, a Rússia - com seus próprios projetos e esfera de influência na China - expressou preocupação acerca da aquisição japonesa da península de Liaodong e o possível impacto dos termos do tratado na estabilidade da China. A Rússia persuadiu a França e a Alemanha a aplicar uma pressão diplomática no Japão para devolver o território para a China em troca de uma grande indenização.

## As potências européias
A Rússia era a que mais tinha a ganhar com a Intervenção Tripla. Nos anos anteriores, a Rússia estava lentamente aumentando sua influência no Extremo Oriente. A construção da Transiberiana e a aquisição de um porto de águas quentes possibilitaria aos russos consolidar sua presença na região e expandir ainda mais na Ásia e no Pacífico. A Rússia não esperava que o Japão saísse vitorioso na guerra contra os chineses. A queda de Port Arthur para as mãos japonesas iria minar sua própria necessidade desesperada de um porto de águas quentes no Oriente.
A França foi obrigada a se juntar à Rússia sob o tratado de 1892. Embora os banqueiros franceses tivessem interesses financeiros na Rússia (especialmente nas ferrovias), a França não tinha nenhum interesse territorial na Manchúria, visto que sua esfera de influência estava no sul da China (ver Guerra Sino-Francesa) A França, na verdade, tinha relações cordiais com os japoneses: conselheiros militares franceses foram enviados para treinar o exército imperial japonês e um grande número de navios japoneses foram construídos em estaleiros franceses. No entanto, a França não desejava ficar diplomaticamente isolada, como ela já tinha sido, principalmente com o aumento do poder da Alemanha.
A Alemanha tinha duas razões para apoiar a Rússia. A primeira, era para jogar a atenção dos russos no leste ao invés de nos próprios alemães. Em segundo lugar, para conesguir o apoio da Rússia no estabelecimento de concessões territoriais alemãs na China. A Alemanha esperava que o auxílio à Rússia iria encorajar os russos, por sua vez, a apoiar as ambições coloniais alemãs, que estavam em polêmica visto que a Alemanha se atrasou em seu processo de formação em uma nação unificada e chegou muito tarde no "jogo" colonial.

## Conclusão
O governo japonês relutantemente concordou com a intervenção, visto que a intercessão diplomática britânica e estadunidense não era iminente, e o Japão não estava em posição para resistir militarmente às três grandes potências europeias. Em 5 de maio de 1895, o Primeiro Ministro Ito Hirobumi anunciou a retirada das forças japonesas da península de Liaodong em troca de uma indenização adicional de 30 milhões de taels (450 milhões de ienes). As últimas tropas japonesas partiram em dezembro.
O diplomata chinês Li Hongzhang foi convocado a Moscou para assinar um tratado secreto que previa a construção de uma extensão da Ferrovia Transiberiana através da Manchúria, circunstância que depois permitiu que o Império Russo tomasse posse das áreas adjacentes à ferrovia e da própria Península de Liaodong.
Para espanto e consternação do Japão, a Rússia quase que imediatamente se moveu para ocupar toda a península de Liaodong e principalmente para fortificar Port Arthur. Alemanha, França e até a Grã-Bretanha levaram vantagem da fraqueza da China para controlar cidades portuárias com vários pretextos e expandir suas esferas de influência.
Essa humilhação perpetrada pelas potências europeias ajudou a surgir o Gashin Shōtan ou ideologia do Perseverando através das dificuldades (por uma questão de vingança) no Japão, aumentando a indústria pesada e fortalecendo as forças armadas, especialmente a marinha, às custas dos indivíduos e suas necessidades. Ela também foi uma causa direta da Guerra Russo-Japonesa (1904-05) e, em menor grau, da entrada japonesa na Primeira Guerra Mundial.